# Jürgen Berlakovich
Jürgen Berlakovich (* 9. Dezember 1970) ist ein österreichischer Autor und Musiker. Publikationen und Auftritte auch unter Juergen Berlakovich, J.S. Berlakovich, JSB und Takamovsky.

## Leben
Jürgen Berlakovich studierte Deutsche Philologie und Philosophie an der Universität Wien. Er betreibt das Solo-Musikprojekt Takamovsky, ist Co-Initiator des Literatur- und Musikperformanceprojekts Sergej Mohntau und Ensemblemitglied des Vegetable Orchestra.
Berlakovich arbeitet an der Schnittstelle von Literatur, Sound und Musik. Er verwendet DNA-Sonifikationen und elektronisch transformierte sprachliche Mikropartikel für seine Kompositionen und Improvisationen. Seit 2003 verfasst und produziert er Hörspiele. Seit 2012 hat er mit Takamovsky zwei CDs und eine DVD veröffentlicht. Stilistisch bewegen sich seine  Kompositionen zwischen Ambient und experimenteller Elektronik.
Im Jahre 2014 erschien im Wiener Klever Verlag sein erstes Buch Instrumentum Vocale – Ein Figurenpark aus Text und Klang. 2018 erschien sein erster Roman Tobman. Berlakovich lebt in Wien.

## Werk (Auswahl)

### Bücher
- Nobot: Twitter Noir. Roman. Klever Verlag, Wien 2022, ISBN 978-3-903110-79-3.
- Tobman. Roman. Klever Verlag, Wien 2018, ISBN 978-3-903110-36-6
- Instrumentum Vocale. Ein Figurenpark aus Text und Klang. Buch mit CD. Klever Verlag, Wien 2014, ISBN 978-3-902665-71-3[4]

### CDs und DVDs
- Takamovsky: Sonic Counterpoint (Etymtone / CD / 2016)[5]
- Takamovsky & Luma.Launisch: See Aural Woods (DVD / 2015)
- Takamovsky: In Streams (Etymtone / CD / 2013)
- Die Würghand/The Strangling Hand. CinemaSessions #1. Live Soundtrack von Juergen Berlakovich & Ulrich Troyer (DVD / Filmarchiv Austria / 2011)
- Sergej Mohntau: Palindromsongs (CD / Non Food Factory / 2006)
- Sergej Mohntau: Gummihandschuhdudelsack/Rubberglovebagpipes (CD / tres / 2003)

### Compilations
- Mueller/Roedelius: The Vienna Remixes. Mit Hans-Joachim Roedelius, Christoph H. Müller, Peter Kruder, Ken Hayakawa & Takamovsky. (Groenland / 2015)[6]
- V.A. POEM/E (pumpkinrecords / pump 35 / 2009)
- V.A. Schubert is not dead (pumpkinrecords, pump 21 / 2007)
- V.A. henri chopin remixed (CD / EX-SFD 01 / 2006)

### Hörspiele
- Selfcompiler. Ein Sprachsoundscape. ORF-Ö1 2012
- Viktor Krylov. Fakten und Vermutungen rund um ein verschollenes Genie. Hörspiel von Peter Brandlmayr und Juergen Berlakovich. ORF-Ö1 2010[7]
- Der Chefknecht. Figur aus Text und Klang. ORF-Ö1 2008
- Der Denkbeamte. Figur aus Text und Klang. ORF-Ö1 2008
- Shanghai Impromptu. Kurzhörspiel. ORF-Ö1 2008
- The Difference is Doing. Soundessay. ORF-Ö1 2007
- Audiokarikaturen – Kunstradio / Radiokarikaturen. Wöchentliche Ausstrahlung einer Audiokarikatur im ORF-OE1-Kunstradio 2006
- Tabak. Von Sergej Mohntau. ORF-OE1-Kunstradio 2003